# Tracey Ullman
Pour les articles homonymes, voir Ullman.
Trace Ullman, dite Tracey Ullman, née le 30 décembre 1959 à Slough (Buckinghamshire), est une actrice, productrice, réalisatrice, scénariste, animatrice de télévision et chanteuse britannique naturalisée américaine.
Ses premières apparitions télévisées sont à la télévision anglaise, dans des émissions de saynètes comiques, A Kick Up the Eighties (en) avec Rik Mayall et Miriam Margolyes et Three of a Kind (en) avec Lenny Henry et David Copperfield. Elle est aussi apparue en tant que Candice Valentine dans Girls on Top (en) avec Dawn French et Jennifer Saunders.
Elle émigre ensuite aux États-Unis et créé sa propre émission télévisée, The Tracey Ullman Show, diffusée de 1987 à 1990. Cette émission révèle Les Simpson en 1989. Plus tard, elle produit des programmes pour la chaîne Home Box Office (HBO), comprenant Tracey Takes On…, pour laquelle elle reçoit de nombreuses récompenses.
Sa plus récente émission de sketchs est Tracey Ullman's State of the Union, diffusée de 2008 à 2010 sur Showtime.

## Biographie

### Jeunesse
Tracey Ullman est née le 30 décembre 1959 sous le prénom Trace à Slough dans le Buckinghamshire (aujourd'hui Berkshire) le 30 décembre 1959. Elle est la fille de Dorin et Anthony Ullman, un notaire. Tracey a déclaré qu'elle avait ajouté un « y » à son prénom après que sa mère l'eut convaincue que cela faisait plus américain. La mère de Tracey était anglaise et son père était un soldat polonais rescapé de Dunkerque en 1940. Son père mourut d'une attaque cardiaque alors qu'elle avait 6 ans et qu'il lui racontait une histoire à son chevet. Il était alors âgé de cinquante ans. Afin de montrer sa reconnaissance envers sa famille, Tracey a fait une émission spéciale depuis la chambre de sa mère, consacrée notamment à sa grande sœur, Patty. Cette émission s'intitulait The Patty Ullman Show. Durant cette émission elle caricatura tous ceux qu'elle côtoyait lors de son enfance, les membres de sa famille, ses voisins, ses amis et même certaines célébrités. Peu après, la mère de Tracey se remaria.
À l'âge de 12 ans, le directeur de son école remarqua son futur potentiel et la recommanda à l'école de théâtre Italia Conti Academy of Theatre Arts. Bien que cette école lui permit de goûter à la scène, elle ne s'y intéressa que très peu.
Âgée de 16 ans, elle commença à chercher des emplois en tant que danseuse et obtint rapidement un rôle lors de la représentation de la nouvelle de Colette Gigi à Berlin. Elle retourna ensuite en Angleterre où elle intégra la troupe de danse Second Generation. Elle commença également à apparaître dans des émissions de variétés.
Sa révélation la conduisit à participer à des castings pour plusieurs comédies musicales tels que Grease ou The Rocky Horror Show. À cette époque Tracey tint un rôle dans une pièce de théâtre d'improvisation au Royal Court Theatre de Londres.

### Vie personnelle
Tracey est mariée avec Allan McKeown depuis le 27 décembre 1983. Ils ont deux enfants, Mabel Ellen McKeown (née en 1986) et John Albert Victor McKeown (né en 1991).
En 2005, elle a annoncé son intention de devenir citoyenne américaine, ce qui lui est accordé en décembre 2006. En 2006, Tracey Ullman est classée comme étant la plus riche des comiques anglais avec une fortune estimée à 75 millions de livres sterling devant Rowan Atkinson.

## Filmographie

### Actrice

#### Cinéma
- 1984 : The Young Visiters (en) de James Hill : Ethel Monticue
- 1984 : Give My Regards to Broad Street de  Peter Webb  : Sandra
- 1985  : Plenty de  Fred Schepisi  : Alice Park
- 1986  : Jumpin' Jack Flash de  Penny Marshall  : Fiona
- 1990 : Je t'aime à te tuer de  Lawrence Kasdan : Rosalie Boca
- 1993 : Blanche Neige et le Château hanté de  John Howley : Thunderella et Moonbeam (voix)
- 1993 : Sacré Robin des Bois de  Mel Brooks : Latrine
- 1993 : Household Saints (en) de  Nancy Savoca  : Catherine Falconetti
- 1994 : La Petite Star de  James L. Brooks : Beth Hobbs
- 1994 : Coups de feu sur Broadway de  Woody Allen : Eden Brent
- 1994 : Prêt-à-porter de Robert Altman : Nina Scant
- 1996 : Tout le monde dit I love you de Woody Allen : ? (scènes coupées au montage)
- 2000 : C-Scam de  Larry Gelbart
- 2000 : Panic de  Henry Bromell : Martha
- 2000 : Escrocs mais pas trop de  Woody Allen : Frenchy
- 2004 : A Dirty Shame de  John Waters : Sylvia Stickles
- 2004 : The Cat That Looked at a King de  Dave Bossert : le chat (voix)
- 2005 : Les Noces funèbres de  Tim Burton : Nell Van Dort et Hildegarde (voix)
- 2005 : Kuzco 2 : King Kronk de Saul Andrew Blinkoff (en), Elliot M. Bour (en) et Robin Steele : Ms. Birdwell (voix)
- 2007 : Trop jeune pour elle de  Amy Heckerling : Mère Nature
- 2008 : La Légende de Despereaux de Sam Fell et Robert Stevenhagen : Miggery Sow
- 2014 : Into the Woods de Rob Marshall : la mère de Jack
- 2020 : The Prom de Ryan Murphy : Vera Glickman
- 2020 : Mort à 2020 (Death to 2020) : la Reine
- 2025 : The Actor de Duke Johnson

#### Télévision
- 1985 : Girls on Top (en) (5 épisodes) : Candice Valentine
- 1987-1990 : The Tracey Ullman Show : Plusieurs personnages
- 1991 : Les Simpson (1 épisode) : Emily Winthrop (voix)
- 1996-1999 : Tracey Takes On… : Plusieurs personnages
- 1998-1999 : Ally McBeal (5 épisodes) : Dr Tracey Clark
- 2004 : Will et Grace (1 épisode) : Ann
- 2008 : Mumbai Calling (7 épisodes) : La voix au téléphone (voix)
- 2014 : How I Met Your Mother (2 épisodes) : Genevieve Scherbatsky
- 2016-2018 : Tracey Ullman's Show (en) : Plusieurs personnages
- 2017 : Girls : Ode Montgomery (saison 6, épisode 4)
- 2017 : Howards End : Tante Juley Mund
- 2020 : Mrs. America : Betty Friedan
- 2020 : Death to 2020 : Élisabeth II
- 2021 : Larry et son nombril : Irma Kostroski
- 2024 : Black Doves de Joe Barton : Alex
- 2025 : Elsbeth : Marilyn Gladwell (saison 2, épisode 15)

### Productrice
- 1996-1999 : Tracey Takes On… (20 épisodes)
- 1996 : The Best of Tracey Takes On…
- 2003 : Tracey Ullman in the Trailer Tales (en)
- 2005 : Tracey Ullman: Live and Exposed (en)
- 2008-2010 : State of the Union (10 épisodes)

### Réalisatrice
- 2003 : Tracey Ullman in the Trailer Tales (en)
- 2010 : State of the Union (7 épisodes)

### Scénariste
- 1992 : Tracey Ullman: A Class Act (en)
- 1996-1999 : Tracey Takes On… (28 épisodes)
- 2003 : Tracey Ullman in the Trailer Tales (en)
- 2005 : Tracey Ullman: Live and Exposed (en)
- 2008-2010 : State of the Union (12 épisodes)

## Discographie

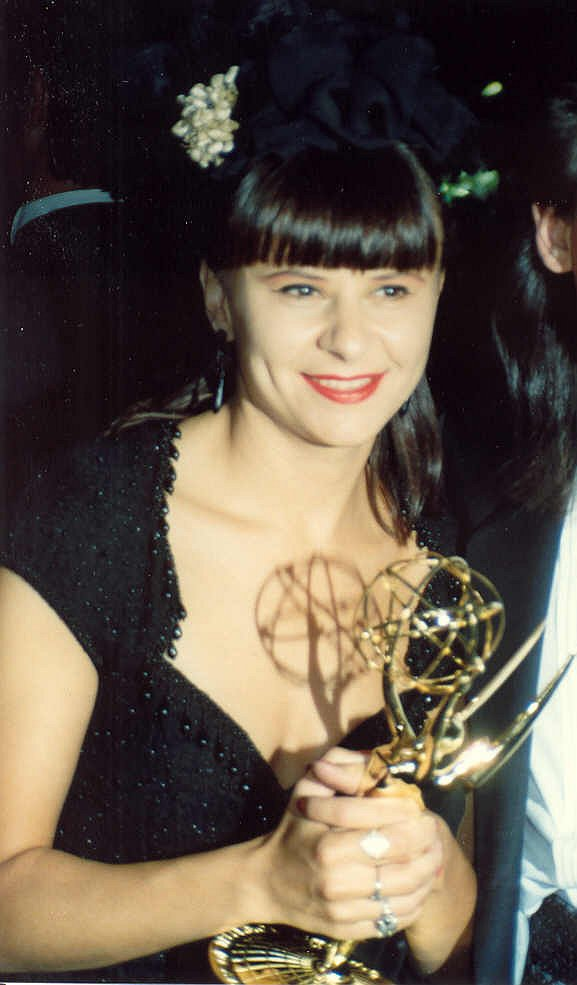
Tracey Ullman en 1989.

### Albums
- 1983 : You Broke My Heart In 17 Places
- 1984 : You Caught Me Out
- 1984 : Forever - The Best Of Tracey Ullman
- 2005 : The Corpse Bride Soundtrack

### Singles
- 1983 : Breakaway
- 1983 : They Don't Know
- 1983 : Move Over Darling
- 1984 : My Guy (pour la video, elle demande à Neil Kinnock (chef du Parti travailliste à l'époque et dont la fille était fan de la chanteuse) de faire une apparition)
- 1984 : Sunglasses
- 1984 : Helpless
- 1985 : Terry

## Distinctions

### Récompenses
- 1981 : London Critics Circle Film Awards
- 1983 : BAFTA Award pour Three of a Kind (en) et A Kick Up the Eighties (en)
- 1987 : Golden Globe de la meilleure actrice dans une série télévisée musicale ou comique
- 1988-1989 : Emmy de la meilleure émission de variétés, musicale ou comique pour The Tracey Ullman Show
- 1988 : American Comedy Award pour la meilleure comédienne de l'année
- 1989-1990 : Emmy du meilleur scénario pour une émission de variétés, musicale ou comique pour The Tracey Ullman Show
- 1989-1990 : Emmy de la meilleure prestation individuelle dans une émission de variétés, musicale ou comique (en) pour The Best of the Tracey Ullman Show
- 1991 : Theatre World Special Award
- 1992-1993 : Emmy de la meilleure actrice invitée dans une série comique pour [[New York Café|Love and War]]
- 1992 : American Comedy Award pour la meilleure performance féminine dans une émission spéciale pour la télévision pour Funny Women of Television
- 1993-1994 : Emmy de la meilleure prestation individuelle dans une émission de variétés, musicale ou comique (en) pour Tracey Ullman: Takes on New York (en)
- 1994 : CableACE Award pour la meilleure performance dans une série comique pour Tracey Ullman: Takes on New York (en)
- 1996-1997 : Emmy de la meilleure série de variété, musicale ou comique pour Tracey Takes On…
- 1996 : CableACE Award pour la meilleure série ou émission spéciale de variété pour  Tracey Takes On…
- 1996 : CableACE Award pour la meilleure actrice dans une série comique pour Tracey Takes On…
- 1996 : American Comedy Award pour la meilleure performance féminine dans une émission spéciale pour la télévision pour Women of the Night IV
- 1998 : Golden Satellite Award de la meilleure actrice dans une série télévisée musicale ou comique pour Tracey Takes On…
- 1998-1999 : Emmy de la meilleure actrice invitée dans une série comique pour Ally McBeal
- 1998-2000 : American Comedy Award pour la meilleure performance féminine dans une série télévisée pour Tracey Takes On…
- 1999 : American Comedy Award pour la meilleure apparence en tant qu'invitée dans une série télévisée pour Ally McBeal
- 2008 : Satellite Award de la meilleure actrice dans une série télévisée musicale ou comique pour State of the Union
- 2009 : BAFTA Award
- 2009 : Charlie Chaplin Award
- 2014 : Satellite Award de la meilleure distribution
- 2021 : Satellite Award de la meilleure actrice dans un second rôle dans une série télévisée

## Voix françaises
Tracey Ullman est doublée en français par les actrices suivantes :

### En France
| - Maïk Darah dans : - Je t'aime à te tuer - Escrocs mais pas trop - Will et Grace (série télévisée) - Isabelle Ganz dans : - The Tracey Ullman Show (série télévisée) - La Petite Star - Larry et son nombril (série télévisée) - Elisabeth Fargeot dans : - Three of a Kind (série télévisée) - Girls (série télévisée) | Et aussi - Monique Thierry dans Jumpin' Jack Flash - Dominique Chauby dans Ally McBeal (série télévisée) - Déborah Perret dans A Dirty Shame - Brigitte Virtudes dans Les Noces funèbres (voix) - Laëtitia Lefebvre dans Kuzco 2 : King Kronk (voix) - Marie-Christine Robert dans La Légende de Despereaux - Véronique Alycia dans How I Met Your Mother (série télévisée) - Fabienne Loriaux dans Into the Woods - Frédérique Tirmont dans En avant (voix) - Anne Plumet dans Mrs. America (série télévisée) - Frédérique Cantrel dans The Prom |

### Au Québec
Note : La liste indique les titres québécois.
- Johanne Garneau[9] dans :
  - Volte-Face
  - La Mariée Cadavérique

et aussi
  - Sophie Faucher dans Sacré Robin des Bois
  - Pascale Montreuil dans Un Kronk nouveau genre
  - Michèle Lituac dans La Légende de Despereaux